# Andy Carrington
Andrew Carrington (sinh ngày 14 tháng 11 năm 1936) là một cầu thủ bóng đá người Anh thi đấu ở vị trí hậu vệ.